# PTTK
PTTK (polsk: Polskie Towarzystwo Turystyczno-Krajoznawcze) er en polsk forening, der arbejder for at fremme turismen i landet.
Foreningen blev fik sit nuværende navn ved en fusion i 1950 efter en fusion af de to foreninger Polskie Towarzystwo Tatrzańskie og Polskie Towarzystwo Krajoznawcze fra hhv. 1873 og 1906. Da foreningens historie således går tilbage til 1873, er den en af de ældste turistforeninger i Europa.
De arbejder bl.a. med kortlægning og udbredelse af forskellige former for stier/ruter både til lands og vands. Til disse formål uddannese også rejseguider, brochurer og kort. Herudover er der et netværk af hoteller, campingpladser og museer tilknyttede.
| Forening eller organisation | Spire Denne artikel om en forening eller organisation er en spire som bør udbygges. Du er velkommen til at hjælpe Wikipedia ved at udvide den. |